# ناهار کشاورزان
ناهار کشاورزان (به اسپانیایی: Almuerzo de campesinos) یا ناهار دهقانی یکی از اولین نقاشی‌های دیه‌گو ولاسکس، هنرمند اسپانیایی است. در سال ۱۶۱۸ با روغن روی بوم نقاشی شده که طبیعت بی‌جان غذا و نوشیدنی و سه کشاورز کمیک را به تصویر می‌کشد که هنرمند چهره‌خوانی آنها را از نزدیک مطالعه می‌کند. این ترکیب نشان می‌دهد که مرد جوانی با دست راست خود ژست می‌گیرد تا داستان از لب‌های نیمه باز او تقویت شود، و یک پیرمرد در حالی که فنجان خود را به سمت زنی نگه می‌دارد، با دقت گوش می‌کند تا او بتواند آن را با شراب دوباره پر کند. زندگی آرام شامل ماهی، نان، هویج، لیمو و ظرف مسی است.
ناهار کشاورزان تقریباً با نقاشی دیگری از ولاسکس، ناهار (حدود ۱۶۱۷) یکسان است.